# Bürglein

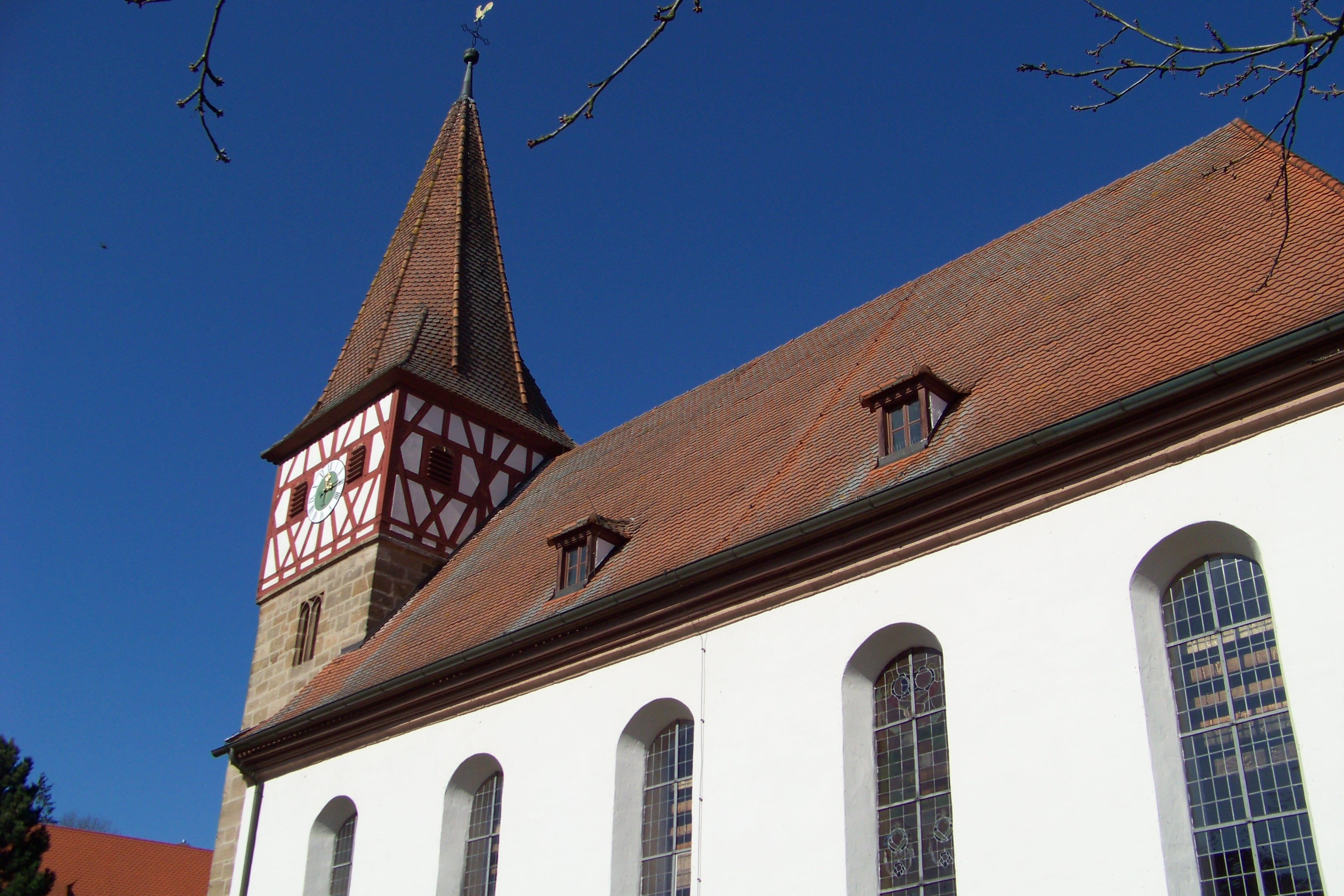
Johanneskirche

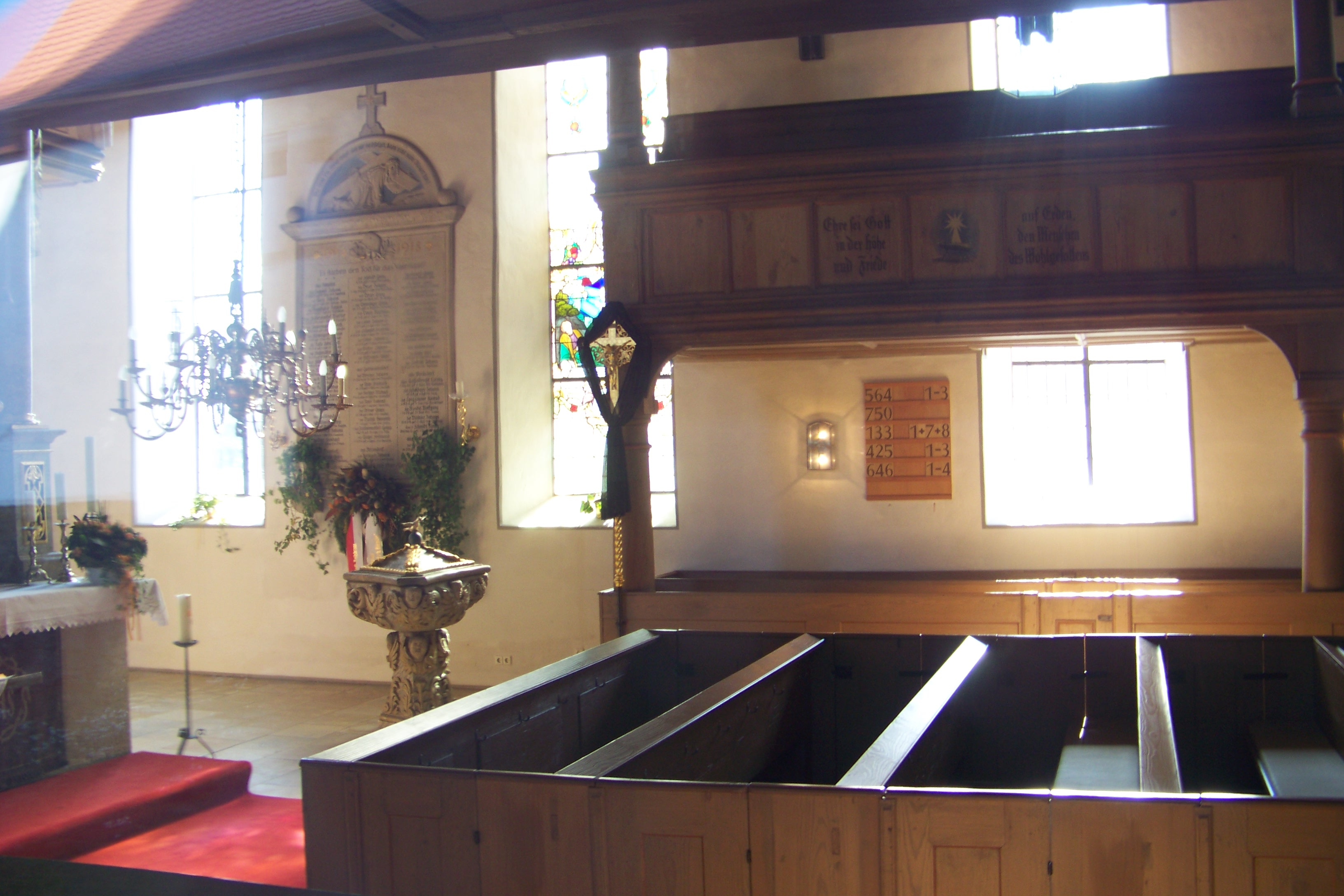
Kirchenschiff

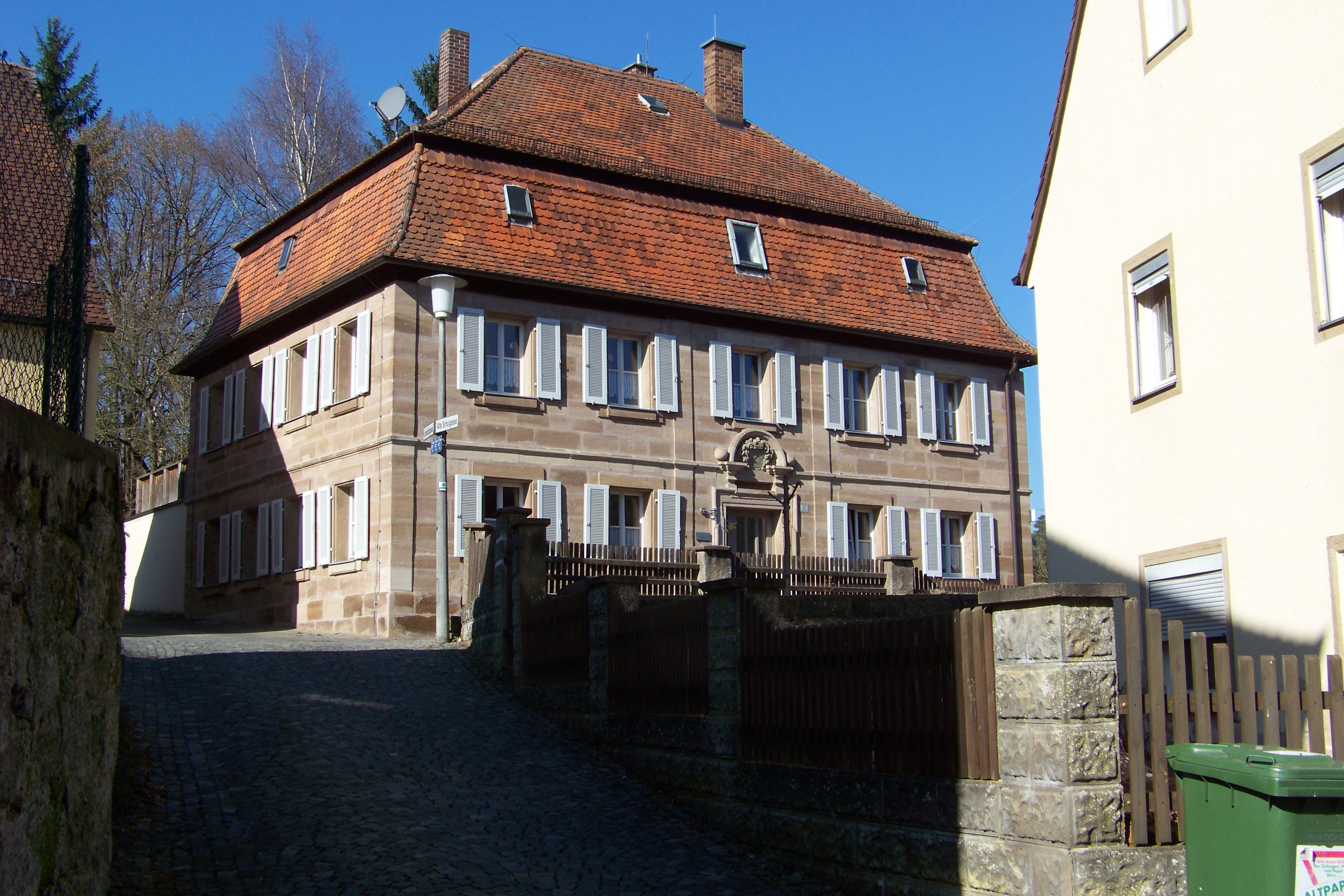
Pfarrhaus

Bürglein (fränkisch: Birgla) ist ein Gemeindeteil der Stadt Heilsbronn im Landkreis Ansbach (Mittelfranken, Bayern). Die Gemarkung Bürglein hat eine Fläche von 4,583 km². Sie ist in 722 Flurstücke aufgeteilt, die eine durchschnittliche Fläche von 6347,34 m² haben. In ihr liegt neben dem namensgebenden Ort der Gemeindeteil Böllingsdorf.

## Geografie
Das Pfarrdorf bildet mit Böllingsdorf im Südwesten eine geschlossene Siedlung. Sie liegt im Tal des Bürgleinsbachs, der weiter im Norden mit dem Clarsbacher Bächlein (rechts) zum Weihersmühlbach zusammenfließt, einem rechten Zufluss der Bibert. Der Görglesgraben mündet im Ort als rechter Zufluss in den Bürgleinsbach. Der Ort ist von den Anhöhen Mühlbuck (Westen), Eulenberg (Süden) und Lausberg (Südosten) umgeben. 0,75 km westlich beginnt das Waldgebiet Wolfsgrube. Im Ort gibt es eine Friedenseiche, die als Naturdenkmal ausgezeichnet ist.
Die Staatsstraße 2410 führt an Böllingsdorf vorbei nach Bonnhof (2 km südlich) bzw. an der Ziegelhütte vorbei zur Staatsstraße 2246 bei Großhabersdorf (2,3 km nördlich). Gemeindeverbindungsstraßen führen nach Betzendorf (2 km westlich) und Gottmannsdorf (2,5 km südöstlich).

## Geschichte
Am 19. Mai 1108 wurde der Ort als „Burgelin“ erstmals urkundlich erwähnt. Bürglein ist wahrscheinlich älter als Heilsbronn und Bonnhof. Die Entstehung des Ortsnamens ist unter Historikern umstritten. Einige vertreten die Meinung, dass der Name von einer ehemaligen Burg in Zusammenhang mit einem Königshof herrührt. Andere lehnen die Idee, dass es einmal einen Königshof gab, ab und führen den Namen auf die für das 12. Jahrhundert nachgewiesenen Reichsministerialen zurück, die sich „Herren von Bürglein“ nannten und die für die Burg zuständig waren.
Im Jahre 1268 wurde die Burg in Bürglein neben andern sulzburgischen Gütern u. a. an das Kloster Heilsbronn verkauft. Um diese Zeit ist ein Konrad von Bürlein, der sich auch nach Sulzburg nannte, urkundlich bekannt. Dessen Töchter Adelheid und Petrissa waren mit Heinrich und Hiltpolt von Stein, Söhne des Nürnberger Mundschenks Heinrich II. von Rothenburg verheiratet.
Im 16-Punkte-Bericht des Klosteramts Heilsbronn aus dem Jahr 1608 wurden für Bürglein mit Böllingsdorf nur die 20 Mannschaften verzeichnet, die das Kastenamt Bonnhof als Grundherrn hatten (3 Bauern, 17 Köbler). Die Mannschaften anderer Grundherren wurden nicht aufgelistet. Das Hochgericht übte das brandenburg-ansbachische Kasten- und Stadtvogteiamt Windsbach aus. Sieben von den Heilsbronner Höfen verödeten während des Dreißigjährigen Kriegs, waren jedoch bereits 1650, also zwei Jahre nach dem Krieg, alle wieder bewohnt. Am Wiederaufbau nach den Verheerungen des Krieges waren auch die zahlreichen Exulanten aus Österreich beteiligt, die ihre Heimat aus konfessionellen Gründen verlassen mussten.
Der Ortspfarrer Michael Grimm gründete im Jahr 1593 die Schule, die seit 1978 nur noch aus vier Klassen besteht.
Gegen Ende des 18. Jahrhunderts gab es in Bürglein 24 Anwesen. Das Hochgericht übte das brandenburg-bayreuthische Stadtvogteiamt Markt Erlbach im begrenzten Umfang aus. Es hatte ggf. an das brandenburg-ansbachische Richteramt Roßtal auszuliefern. Über die Nürnberger Untertanen hatte das Richteramt Roßtal das Hochgericht. Die Dorf- und Gemeindeherrschaft hatte das brandenburg-bayreuthische Kastenamt Bonnhof. Grundherren waren das Kastenamt Bonnhof (17 Anwesen: 3 Halbhöfe, 10 Güter, 1 Mühle, 1 Wirtshaus, 2 Häuser, 1 Badstube, Gemeindehirtenhaus), Nürnberger Eigenherren (von Stromer: 4 Güter, von Holzschuher: 1 Hof, von Forster: 1 Schmiede) und die Heiligenstiftung Bürglein (1 Gut). Von 1797 bis 1808 unterstand der Ort dem Justiz- und Kammeramt Cadolzburg. Es gab zu dieser Zeit 21 Untertansfamilien.
Im Jahre 1806 kam Bürglein an das Königreich Bayern. Im Rahmen des Gemeindeedikts wurde im Jahr 1808 der Steuerdistrikt Bürglein gebildet, zu dem Betzendorf, Böllingsdorf, Bonnhof, Bürglein, Butzenhof, Gottmannsdorf, Hörleinsdorf, Kehlmünz, Münchzell und Weiterndorf gehörten. Die Ruralgemeinde Bürglein entstand im Jahr 1810 und war deckungsgleich mit dem Steuerdistrikt Bürglein. Sie war in Verwaltung und Gerichtsbarkeit dem Landgericht Heilsbronn zugeordnet und in der Finanzverwaltung dem Rentamt Windsbach. Mit dem Zweiten Gemeindeedikt (1818) wurden fünf Ruralgemeinden gebildet:
- Ruralgemeinde Betzendorf;
- Ruralgemeinde Bonnhof mit Gottmannsdorf;
- Ruralgemeinde Bürglein mit Böllingsdorf;
- Ruralgemeinde Kehlmünz mit Hörleinsdorf und Münchzell;
- Ruralgemeinde Weiterndorf mit Butzenhof.[16]

Von 1862 bis 1879 gehörte Bürglein zum Bezirksamt Heilsbronn, ab 1880 zum Bezirksamt Ansbach (1939 in Landkreis Ansbach umbenannt) und zum Rentamt Heilsbronn (1919–1929: Finanzamt Heilsbronn, seit 1929: Finanzamt Ansbach). Die Gerichtsbarkeit blieb beim Landgericht Heilsbronn (1879 in Amtsgericht Heilsbronn umbenannt), seit 1956 ist das Amtsgericht Ansbach zuständig. Die Gemeinde hatte 1964 eine Gebietsfläche von 4,579 km². Am 1. Januar 1972 wurde Bürglein im Zuge der Gebietsreform in Bayern nach Heilsbronn eingemeindet.

### Baudenkmäler
In Bürglein gibt es acht Baudenkmäler:
- Großhabersdorfer Str. 8 (Haus Nr. 20, ehemalige Wassermühle): bezeichnet 1623; im Erdgeschoss profilierte Rechteckfenster und Rundbogenportal, ein Giebel Fachwerk, übertüncht, die andere Haushälfte modern aufgestockt
- Großhabersdorfer Str. 21: Evangelisch-lutherische Pfarrkirche St. Johannes der Täufer
- Großhabersdorfer Str. 22 (Haus Nr. 14, Gasthaus zur Post): zweigeschossiger Bau mit zweigeschossigem Giebel und Fachwerkobergeschossen, bezeichnet 1834
- Großhabersdorfer Str. 25 (Haus Nr. 33 Gasthaus zum weißen Roß): Stichbogenportal bezeichnet 1709; stattlicher zweigeschossiger Bau mit zweigeschossigem Giebel (Ladegaube), Obergeschosse Fachwerk. Schmiedeeisernes Wirtshausschild, wohl schon 19. Jahrhundert
- Kirchenweg 1 (Haus Nr. 21, ehemalige Schmiede): massives Erdgeschoss mit profilierten Fenstergewänden; dreigeschossiger Fachwerkgiebel mit Krangaube; profiliertes Korbbogenportal; offene Schmiede unter weit vorkragendem Dach; bezeichnet 1686
- Kirchenweg 7 (Pfarrhaus): 1751 von Johann Michael Best (Steinhauer und Maurer) und Georg Zientz (Zimmermann): zweigeschossiger Sandsteinquaderbau mit Ecklisenen, Mittelrisalit und Mansarddach. Geohrtes Portal mit schmalem Oberlicht, Gebälkstück mit Archivolte und Markgrafenwappen sowie seitlichen Kugelabschlüssen. Zimmer mit Rahmenstuckdecken.
- Brücken

ehemalige Baudenkmäler
- Haus Nr. 3 (ehemaliges Forsthaus): zweigeschossiger verputzter Fachwerkbau, wohl noch des 17. Jahrhunderts, mit zweigeschossigem Giebel[21]
- Haus Nr. 4: eingeschossiger Bau, wohl erste Hälfte des 19. Jahrhunderts, mit Fachwerkgiebel[21]
- Haus Nr. 25 ehemaliges Schulhaus, später Gasthaus: zweigeschossiger Bau mit Walmdach von 1751[21]
- Haus Nr. 30a: eingeschossiger Bau mit Rundbogenportal, 17./18. Jahrhundert; Fachwerkscheune[21]

### Bodendenkmäler
- Burgstall auf dem Weinberg östlich des Dorfes[20]

### Einwohnerentwicklung
Gemeinde Bürglein
| Jahr      | 1818   | 1840   | 1852   | 1855   | 1861   | 1867   | 1871   | 1875   | 1880   | 1885   | 1890   | 1895   | 1900   | 1905   | 1910   | 1919   | 1925   | 1933   | 1939   | 1946   | 1950   | 1952   | 1961   | 1970   |
| Einwohner | 246    | 289    | 301    | 305    | 302    | 315    | 296    | 307    | 315    | 342    | 335    | 328    | 340    | 331    | 350    | 331    | 348    | 368    | 368    | 598    | 509    | 453    | 406    | 427    |
| Häuser    | 56     | 51     |        |        |        |        | 65     |        |        | 59     | 66     |        | 69     |        |        |        | 68     |        |        |        | 77     |        | 81     |        |
| Quelle    | [ 23 ] | [ 24 ] | [ 25 ] | [ 25 ] | [ 26 ] | [ 27 ] | [ 28 ] | [ 29 ] | [ 30 ] | [ 31 ] | [ 32 ] | [ 33 ] | [ 34 ] | [ 33 ] | [ 35 ] | [ 33 ] | [ 36 ] | [ 33 ] | [ 33 ] | [ 33 ] | [ 37 ] | [ 33 ] | [ 17 ] | [ 38 ] |

Ort Bürglein
| Jahr      | 001818 | 001840 | 001861 | 001871 | 001885 | 001900 | 001925 | 001950 | 001961 | 001970 | 001987 | 002007 | 002016 |
| Einwohner | 196    | 230    | 255    | 246    | 286    | 279    | 288    | 399    | 331    | 319    | 278    | 417    | 364    |
| Häuser    | 46     | 42     |        |        | 54     | 58     | 57     | 61     | 63     |        | 67     |        |        |
| Quelle    | [ 23 ] | [ 24 ] | [ 26 ] | [ 28 ] | [ 31 ] | [ 34 ] | [ 36 ] | [ 37 ] | [ 17 ] | [ 38 ] | [ 39 ] |        | [ 1 ]  |

## Religion
Bürglein ist seit der Reformation evangelisch-lutherisch geprägt und Sitz der Pfarrei St. Johannes. Die Einwohner römisch-katholischer Konfession sind nach Unsere Liebe Frau (Heilsbronn) gepfarrt.

## Wanderwege
Durch den Ort verläuft der Fränkische Marienweg und die Rangau-Linie des Main-Donau-Wegs. Weitere Wanderwege sind die Magnificat-Route des Fränkischen Marienwegs und der Theodor-Bauer-Weg.